# تیناشی
تیناشـِی جورگِنسـِن کـِچینگوِی (انگلیسی: Tinashe Jorgenson Kachingwe؛ زادهٔ ۶ فوریهٔ ۱۹۹۳) مشهور به تیناشـِی یک خواننده، ترانه‌پرداز، رقاص و بازیگر اهل ایالات متحده آمریکا است. وی از سال ۲۰۰۰ میلادی تاکنون مشغول فعالیت بوده‌است.

## گزیدهٔ آثار

### سینما
- جاستین بیبر: هرگز نگو هرگز (۲۰۱۱)
- قطار سریع‌السیر قطبی (۲۰۰۴)

### تلویزیون
- دو مرد و نصفی (۲۰۰۹–۲۰۰۸)
- آواتار: آخرین بادافزار (۲۰۰۷)